# Beşiktaş Jimnastik Kulübü 2023-2024 (pallavolo femminile)
Questa voce raccoglie le informazioni riguardanti il Beşiktaş Jimnastik Kulübü nelle competizioni ufficiali della stagione 2023-2024.

## Stagione
Il Beşiktaş Jimnastik Kulübü utilizza la denominazione sponsorizzata Beşiktaş Ayos nella stagione 2023-24.
Si classifica al nono posto in Sultanlar Ligi, mancando l'accesso ai play-off, mentre in Coppa di Turchia non riesce a superare la fase a gironi.

## Organigramma societario
Area direttiva
- Presidente: Ahmet Nur Cebi (fino a dicembre), Hasan Arat (da dicembre)

Area tecnica
- Allenatore: Giovanni Caprara (fino a dicembre), Recep Vatansever (da gennaio[3])
- Allenatore in seconda: Cihan Cintay (fino a dicembre)
- Assistente allenatore: Mustafa Ramazanoğlu
- Scoutman: Enes Usta

## Rosa
| N° | Nome               | Ruolo | Data di nascita  | Nazionalità sportiva |
| -- | ------------------ | ----- | ---------------- | -------------------- |
| 1  | Duru Aksu          | L     | 3 maggio 2001    | Turchia              |
| 2  | Jovana Brakočević  | O     | 5 marzo 1988     | Serbia               |
| 3  | Gizem Güreşen      | L     | 14 gennaio 1987  | Turchia              |
| 4  | Ecem Alıcı         | S     | 28 novembre 1994 | Turchia              |
| 5  | Pelin Eroktay      | O     | 14 novembre 2004 | Turchia              |
| 6  | Hilal Kocakara     | P     | 1º gennaio 2002  | Turchia              |
| 7  | Çağla Akın         | P     | 19 gennaio 1995  | Turchia              |
| 8  | Victorija Demidova | S     | 9 novembre 2005  | Russia               |
| 9  | Wilma Salas        | S     | 9 marzo 1991     | Cuba                 |
| 10 | İdil Kanbur        | S     | 30 agosto 1999   | Turchia              |
| 10 | Fulden Ural        | S     | 3 gennaio 1991   | Turchia              |
| 11 | Bahar Toksoy       | C     | 6 febbraio 1988  | Turchia              |
| 13 | Ekaterina Efimova  | C     | 3 luglio 1993    | Russia               |
| 14 | Sude Uzun          | C     | 28 aprile 2003   | Turchia              |
| 15 | Bengisu Aygün      | C     | 25 novembre 2004 | Turchia              |
| 18 | Celeste Plak       | S     | 26 ottobre 1995  | Paesi Bassi          |
| 19 | Emily Maglio       | C     | 13 novembre 1996 | Canada               |

## Statistiche

### Statistiche di squadra
| Competizione     | Punti | In casa | In casa | In casa | In trasferta | In trasferta | In trasferta | Totale | Totale | Totale |
| Competizione     | Punti | G       | V       | P       | G            | V            | P            | G      | V      | P      |
| ---------------- | ----- | ------- | ------- | ------- | ------------ | ------------ | ------------ | ------ | ------ | ------ |
| Sultanlar Ligi   | 28    | 13      | 5       | 8       | 13           | 4            | 9            | 26     | 9      | 17     |
| Coppa di Turchia | 4     | -       | -       | -       | -            | -            | -            | 3      | 1      | 2      |
| Totale           | -     | 13      | 5       | 8       | 13           | 4            | 9            | 29     | 10     | 19     |

G = partite giocate; V = partite vinte; P = partite perse

### Statistiche dei giocatori
| Giocatrice    | Campionato | Campionato | Campionato | Campionato | Campionato | Coppa di Turchia | Coppa di Turchia | Coppa di Turchia | Coppa di Turchia | Coppa di Turchia | Totale | Totale | Totale | Totale | Totale |
| Giocatrice    | P          | PT         | AV         | MV         | BV         | P                | PT               | AV               | MV               | BV               | P      | PT     | AV     | MV     | BV     |
| ------------- | ---------- | ---------- | ---------- | ---------- | ---------- | ---------------- | ---------------- | ---------------- | ---------------- | ---------------- | ------ | ------ | ------ | ------ | ------ |
| Ç. Akın       | 25         | 91         | 34         | 33         | 24         | 3                | 18               | 8                | 6                | 4                | 28     | 109    | 42     | 39     | 28     |
| D. Aksu       | 15         | 0          | 0          | 0          | 0          | 3                | 0                | 0                | 0                | 0                | 18     | 0      | 0      | 0      | 0      |
| E. Alıcı      | 24         | 10         | 7          | 1          | 2          | 2                | 0                | 0                | 0                | 0                | 26     | 10     | 7      | 1      | 2      |
| B. Aygün      | 26         | 153        | 65         | 71         | 17         | 3                | 20               | 10               | 8                | 2                | 29     | 173    | 75     | 79     | 19     |
| J. Brakočević | 24         | 383        | 345        | 23         | 16         | 3                | 65               | 59               | 5                | 1                | 27     | 448    | 404    | 28     | 17     |
| V. Demidova   | 21         | 86         | 77         | 8          | 1          | 3                | 17               | 15               | 2                | 0                | 24     | 103    | 92     | 10     | 1      |
| E. Efimova    | 6          | 15         | 11         | 3          | 1          | 2                | 0                | 0                | 0                | 0                | 8      | 15     | 11     | 3      | 1      |
| P. Eroktay    | 4          | 3          | 3          | 0          | 0          | 1                | 0                | 0                | 0                | 0                | 5      | 3      | 3      | 0      | 0      |
| G. Güreşen    | 24         | 0          | 0          | 0          | 0          | 0                | 0                | 0                | 0                | 0                | 24     | 0      | 0      | 0      | 0      |
| İ. Kanbur     | 8          | 88         | 70         | 5          | 13         | -                | -                | -                | -                | -                | 8      | 88     | 70     | 5      | 13     |
| H. Kocakara   | 18         | 2          | 1          | 0          | 1          | 2                | 0                | 0                | 0                | 0                | 20     | 2      | 1      | 0      | 1      |
| E. Maglio     | 20         | 203        | 148        | 51         | 4          | -                | -                | -                | -                | -                | 20     | 203    | 148    | 51     | 4      |
| C. Plak       | 18         | 145        | 125        | 11         | 9          | -                | -                | -                | -                | -                | 18     | 145    | 125    | 11     | 9      |
| W. Salas      | 24         | 230        | 203        | 10         | 17         | 3                | 23               | 22               | 1                | 0                | 27     | 253    | 225    | 11     | 17     |
| B. Toksoy     | 20         | 52         | 33         | 14         | 5          | 3                | 23               | 18               | 3                | 2                | 23     | 75     | 51     | 17     | 7      |
| F. Ural       | 15         | 84         | 67         | 10         | 7          | 3                | 16               | 11               | 1                | 4                | 18     | 100    | 78     | 11     | 11     |
| S. Uzun       | 10         | 1          | 0          | 0          | 1          | 0                | 0                | 0                | 0                | 0                | 10     | 1      | 0      | 0      | 1      |

P = presenze; PT = punti totali; AV = attacchi vincenti; MV = muri vincenti; BV = battute vincenti